# Аминофф, Торстен Густав
Торстер Густав Аминофф (фин. Torsten Gustaf Aminoff; 1 ноября 1838, Нильсия, Великое княжество Финляндское — 18 августа 1891, Гельсингфорс) — финский ученый языковед, доктор философии.

## Биография
С 1871 года преподавал в Финляндском кадетском корпусе.
Организовал фольклорно-диалектические экспедиции, направленные на изучение лесных финнов (1871), народов Крайнего Севера (1876) и удмуртов (1878). Собрал фактический материал из удмуртского фольклора и диалектологии в селах Старая Юмья и Нирья Казанской губернии и в селе Якшур-Бодья Вятской губернии. Результатом поездок стали публикации о мифологическом мировоззрении удмуртов, сборник «Примеры удмуртского языка» (1886, на финском языке) с текстами произведений удмуртского фольклора, представленными в фонетической транскрипции латиницей с финским переводом. Его исследование «Очерк фонетики и морфологии удмуртского языка» (посмертно изданный Ю. Вихманом в 1896 году на финском языке) является наиболее полным и систематическим изложением фонетического и морфологического строя двух различных диалектов удмуртского языка.

## Семья
- Сын — Торстен Карл[фин.] (1874—1946), подполковник, участник гражданской войны в Финляндии.

## Произведения
- Votjakilaisia kielinäytteitä//YSFOu, 1. Helsinki, 1886
- Votjakin ääne ja muotoopin luonnos, Julassut Yrjo Wichmann//YSFOu, XIV/2. Helsinki, 1896.